# 豊ノ本川
豊ノ本川（とよのもとがわ）は、徳島県小松島市を流れる神田瀬川水系の河川である。

## 地理
小松島市中郷町に源を発し、同町をJR牟岐線と並行しながら東流し、中田町を経て小松島町で神田瀬川に合流する。
河川名の由来は、流域上にある中郷町上ノ本に由来。豊ノ本には豊臣秀吉を祀る豊国神社が鎮座する。下流部で大瀬川が合流する。

## 分流
- 大瀬川

## 河川施設
- 徳島県豊ノ本川排水ポンプ場

## 流域の主な施設
- JR中田駅
- 豊国神社
- 豊ノ本団地